# João Paulo de Oliveira

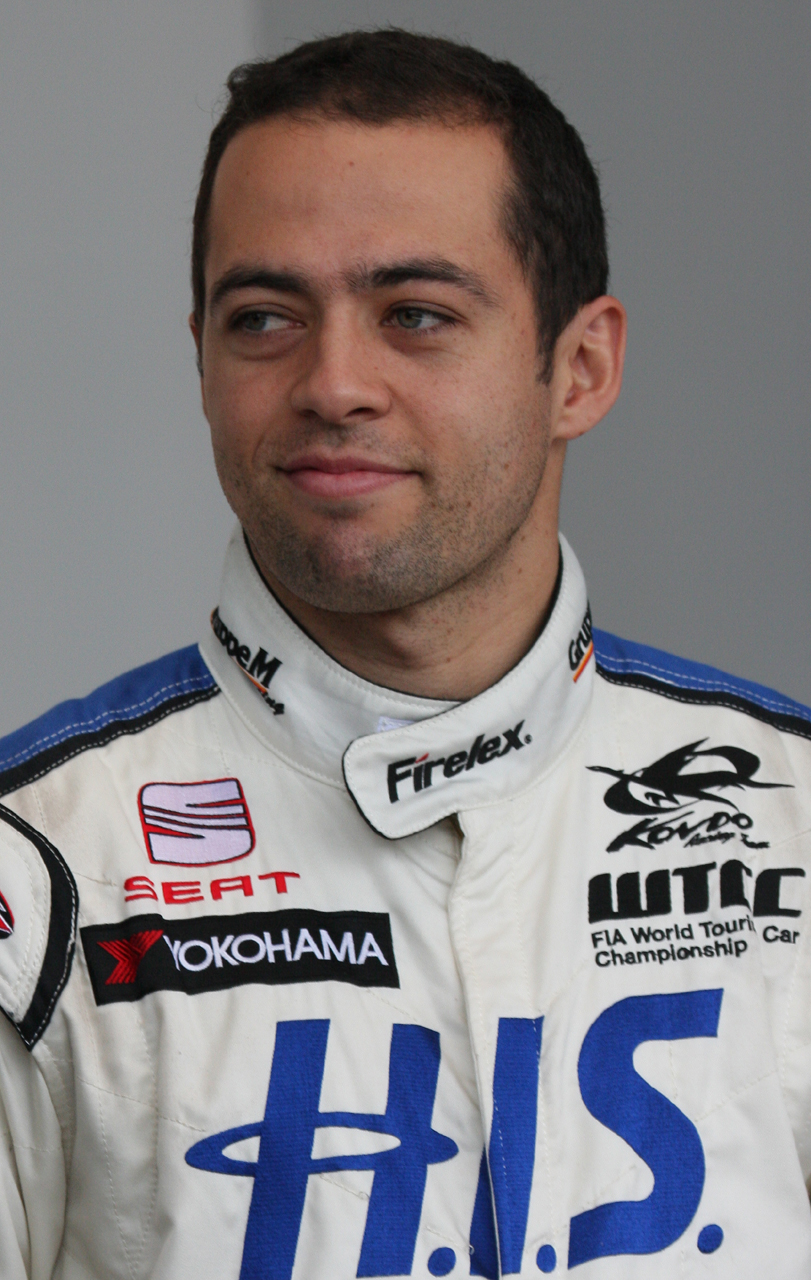
João Paulo de Oliveira in 2009

João Paulo Lima de Oliveira (São Paulo, 13 juli 1981) is een Braziliaans autocoureur.

## Racing career
Nadat hij in 1997 zijn debuut maakte in het karting, stapte De Oliveira in 1998 al over naar de Braziliaanse Formule Ford en Formule Chevrolet-kampioenschappen.
Vanaf 1999 nam De Oliveira deel aan verschillende Formule 3-kampioenschappen, waarbij hij de B-klasse van het Zuid-Amerikaanse Formule 3-kampioenschap won in 1999, het Duitse Formule 3-kampioenschap won in 2003 en de All-Japan F3 won in 2005.
Sinds 2004 neemt De Oliveira deel aan de Japanse kampioenschappen Formule Nippon (vanaf 2013 Super Formula) en de GT500-klasse van de Super GT. In 2010 won hij hier de Formule Nippon.
In 2009 maakte De Oliveira zijn debuut in het World Touring Car Championship in de ronde op het Okayama International Circuit voor het team SUNRED Engineering. Hij eindigde de races als 23e en 19e, waardoor hij puntloos bleef.
In 2011 reed De Oliveira één race in de IndyCar Series op de Twin Ring Motegi voor het team Conquest Racing. Hij wist de race niet te finishen, maar werd wel als 26e geklasseerd, waardoor hij als 44e in het kampioenschap eindigde.